# Judäo-Katalanisch
Als Catalànic, auch Qatalanit (קאטאלנית) oder fachsprachlicher Judäo-Katalanisch, bezeichnet man eine jüdische Sprache, die von jüdischen Gemeinden im Nordosten des heutigen Spaniens, vor allem in Katalonien und auf den Balearen, gesprochen wurde. Aus linguistischer Sicht verfügte es über viele Gemeinsamkeiten mit dem frühen Shuadit (Judäo-Provenzalisch). Aus historischer, ethnischer und politischer Sicht war die katalanische Gemeinschaft lange Zeit von der Shuadit-Gemeinschaft getrennt. Dies ist hauptsächlich auf die maurische Besetzung der Iberischen Halbinsel zurückzuführen. Das Judäo-Katalanische erlebte seine Blütezeit zwischen dem 12. Jahrhundert und 1492, als die Juden aus Spanien vertrieben wurden (vgl. Alhambra-Edikt).